# Demonax ocularis
Demonax ocularis es una especie de insecto coleóptero de la familia Cerambycidae. Estos longicornios son endémicos de Célebes (Indonesia).
Mide unos 11,25 mm.